# Rio Água Coimbra
O Rio Água Coimbra é um curso de água do arquipélago de São Tomé e Príncipe, localizado na ilha de São Tomé, corre para Norte e desagua na Praia das Conchas, entre Lagão Azul e a Praia Guegue.